# Luoke Chen
Luoke Chen (* 1956 in Taipeh) ist ein taiwanesischer Maler.

## Leben
Luoke Chen begann seine künstlerische Ausbildung im Jahr 1972, als er Malerei und Zeichnen bei Lian Dan-Feng und Deng Kuo-Ching studierte. Von 1975 bis 1978 setzte er sein Studium der Bildenden Kunst an der National Taiwan Academy of Art fort, wo er unter der Anleitung von Lee Chi-Mao, Liu Yu und Wu Shuan-Shan arbeitete.
1985 zog Chen nach Deutschland, um seine Ausbildung fortzusetzen und sich zum Industriedesigner ausbilden zu lassen. Seine Studien wurden durch ein spezielles Stipendium der Gesellschaft zur Förderung der Künste in Altena in Westfalen unterstützt. 1997 schloss er sein Studium mit dem Diploma II (Master of Arts) im Bereich Industriedesign an der Universität Wuppertal ab.
Seit 1988 hat Luoke Chen zahlreiche Lehrpositionen weltweit innegehabt und Vorlesungen in den Bereichen Zeichnen, Malen und chinesische Kalligraphie an öffentlichen und privaten Institutionen in Ägypten, Griechenland, Deutschland, Italien, Norwegen, Portugal, Spanien und weiteren Ländern gehalten.
1993 war er Gastdozent an der Kunstschule Lofoten in Norwegen. Zwischen 1990 und 1995 unterrichtete Chen Zeichnen und Malen an der Universität Wuppertal im Fachbereich Kunst und Design. Von 2003 bis 2009 war er Lehrbeauftragter am Department für Kunst- und Handwerksdesign an der National Taiwan University of Art und am Department für Visuelle Kommunikationsdesign an der China University of Technology und der Jin Wen University of Technology in Taipeh, Taiwan.
2010 wurde er eingeladen, ein öffentliches Kunstprojekt und Seminare für das Tieban Village auf der Matsu-Insel, Taiwan, zu leiten. Seit 2012 hält er regelmäßig Vorlesungen für die Steinmetz- und Bildhauervereinigung Westfalen-Lippe in Deutschland.
Seine akademischen Beiträge umfassen Vorträge und Aufführungen auf internationalen Konferenzen, wie den 1. Panamerikanischen Tai Chi Chuan Meisterschaften in Puerto Madryn, Argentinien (2013), und das 1. Life Energetic Art Festival in Changhua, Taiwan (2016). Zudem war er eingeladener Dozent und Künstler am Museo Luis Perlotti in Buenos Aires, Argentinien (2014), dem Museo d'Arte Contemporanea Roma in Italien (2019) u. a.

## Künstlerisches Schaffen
Luoke Chen ist ein Maler, der sich auf die Arbeit mit Acrylfarben, Ölfarben und Pastellkreiden auf Papier und Leinwand spezialisiert hat. Seine Werke zeichnen sich durch einen unverkennbaren Stil aus, der dynamische Kompositionen mit tiefer emotionaler Ausdruckskraft verbindet. Sein Themenspektrum umfasst Landschaften bis hin zu figurativen Darstellungen, wobei die Lebendigkeit und Energie seiner Arbeiten stets im Fokus stehen.
Im Laufe seiner künstlerischen Entwicklung, geprägt durch langjährige Erfahrung und Studienreisen, hat Chen eine einzigartige und facettenreiche Bildsprache entwickelt. Die Verschmelzung kultureller Einflüsse und künstlerischer Traditionen prägt seinen Stil, der durch den gezielten Einsatz von Kontrasten und einem nuancierten Farbspiel eine besondere Spannung erzeugt.
Chens Werke gehen über die reine Darstellung hinaus, indem sie die Emotionen und Eindrücke seines Schaffensprozesses einfangen. Sie laden den Betrachter ein, die Welt durch seine intuitive und gefühlvolle Perspektive zu erleben und die Schönheit des Lebens auf einer tieferen Ebene wahrzunehmen.

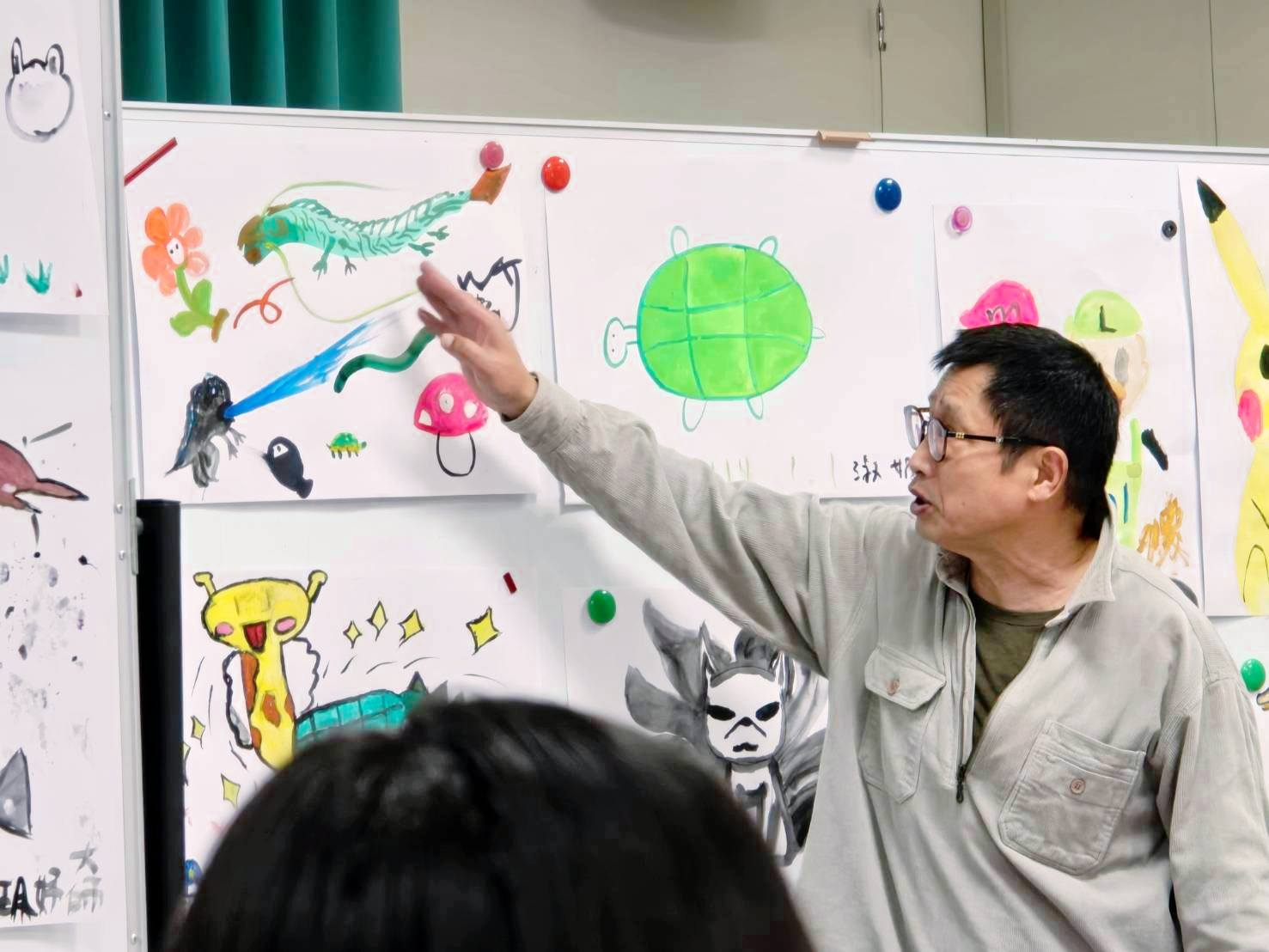

## Art Charity Without Borders
Gegründet 2006 von Luoke Chen, ist „Art Charity Without Borders“ eine NGO, die benachteiligte Kinder weltweit unterstützt, indem sie ihnen durch Kunst Selbstvertrauen und Stärke vermittelt. Die Organisation reist in Regionen, in denen Kinder unter schwierigen Bedingungen leben, und bietet ihnen die Möglichkeit, ihre Emotionen und Fantasien durch Malerei auszudrücken.

## Auszeichnungen
- 1994: Ehrenkünstler im Dictionary of World Chinese Artist Achievements.
- 2010: Ehrenkünstler im ART ISLAND - An Archive of Taiwan Contemporary Artists

## Ausstellungen (Auswahl)

### Einzelausstellungen
- 1996: Taiwan Museum of Art, Taichung, Taiwan
- 1998: North Norwegian Arts Center, Svolvær, Norwegen
- 2001: Taipei Fine Arts Museu, Taipeh, Taiwan
- 2005: Seoul Art Center, Seoul, Korea
- 2015: Museo de Esculturas Luis Perlotti, Buenos Aires, Argentinien
- 2015: National Museo Manzana de las Luces, Buenos Aires, Argentinien
- 2016: Backstubengalerie, Wuppertal[1]
- 2018: World Religions Museum, New Taipei City, Taiwan

### Gemeinschaftsausstellungen
- 1978: National Museum of History, Taipeh, Taiwan
- 1990: 8. Salon de Dessin, Taverny / Paris
- 1992: Karl-Ernst-Osthaus-Museum, Hagen
- 1994: House of Cultural, Smolensk, Russland
- 1995: Von der Heydt-Museum, Wuppertal,
- 1996: Ludwig Forum für Internationale Kunst, Aachen
- 1999: Karl-Ernst-Osthaus-Museum, Hagen
- 2003: Museum Ludwig Koblenz
- 2014: 2. Biennale Internationale de Arte Contemporaneo de Argentina, Buenos Aires
- 2014/15: 4. Biennale de Arte Fin del Mundo, Plaza del Aqua / Mar Del Plata, Argentinien
- 2016: National Chiang Kai-shek Memorial Hall, Taipeh, Taiwan